# Eparchia mikołajowska
Eparchia mikołajowska – jedna z eparchii Ukraińskiego Kościoła Prawosławnego Patriarchatu Moskiewskiego, z siedzibą w Mikołajowie. Jej obecnym ordynariuszem jest metropolita mikołajowski i oczakowski Pitirim (Starynski), zaś funkcje katedry pełni sobór Narodzenia Matki Bożej w Mikołajowie. 

Eparchia mikołajowska na tle podziału administracyjnego UKP PM

Eparchia powstała w 1992 poprzez wydzielenie z eparchii kirowohradzkiej. Jej pierwszym ordynariuszem został biskup Bartłomiej (Waszczuk), którego po roku zastąpił Pitirim (Starynski), sprawujący swój urząd do dziś. W 2012 została z niej wydzielona eparchia woznesenska.
Na terenie administratury funkcjonują dwa klasztory: męski monaster Świętych Konstantyna i Heleny w Konstantynowce oraz żeński monaster św. Michała Archanioła w Pełahijiwce.